# Sonic Pi
Sonic Pi è un ambiente di live coding basato su Ruby, originariamente progettato per supportare sia le lezioni di informatica che di musica nelle scuole, sviluppato da Sam Aaron nel Computer Laboratory dell'Università di Cambridge in collaborazione con la Raspberry Pi Foundation.

## Usi

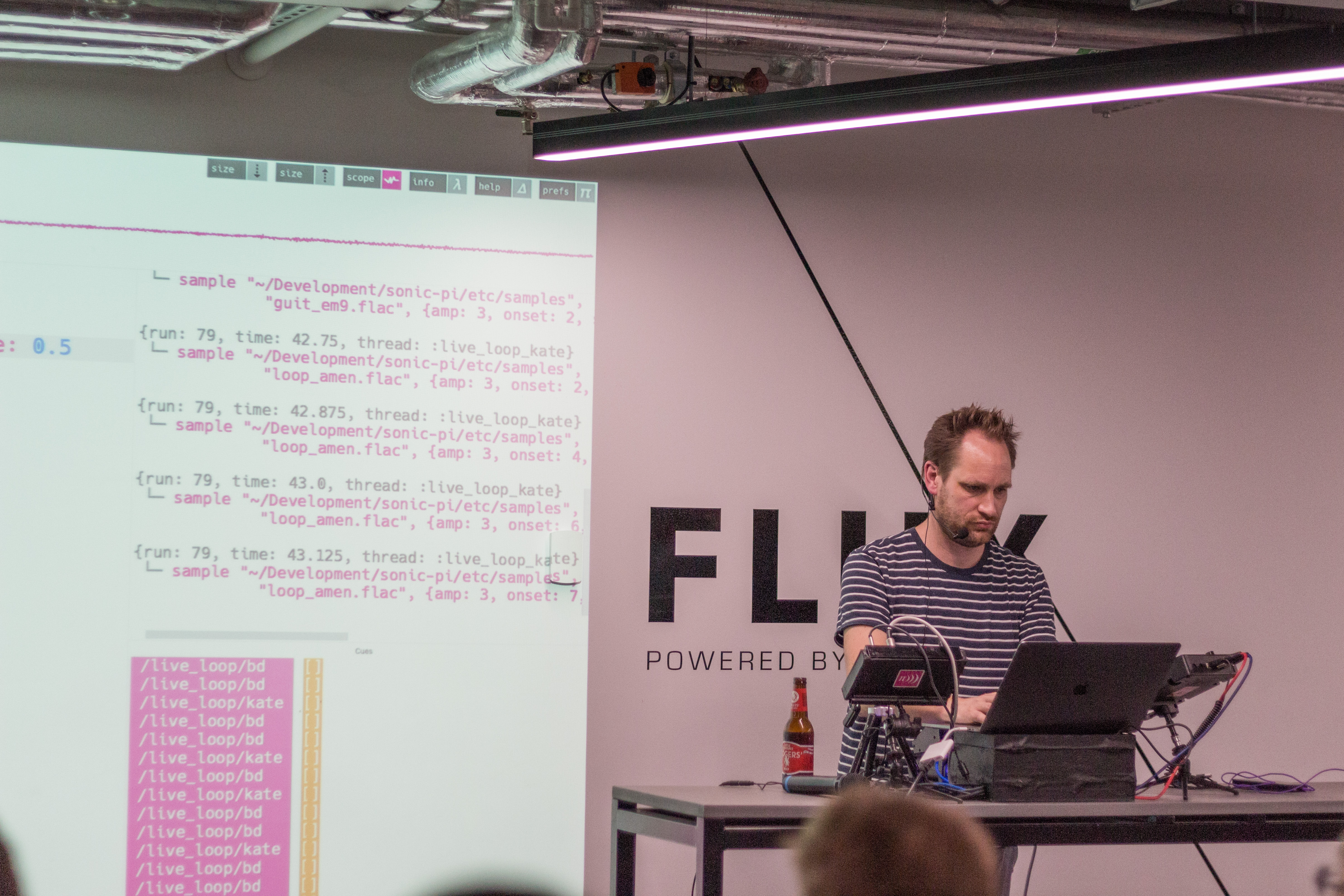
Sam Aaron, creatore di Sonic Pi, mentre dimostra il programma

Grazie all'utilizzo del suo motore di sintesi SuperCollider e all'accurato modello di temporizzazione, viene utilizzato anche per la codifica dal vivo e altre forme di esecuzione e produzione di musica algoritmica, anche presso gli algorave. La sua ricerca e sviluppo è stata supportata da Nesta, tramite il progetto Sonic PI: Live & Coding.